# What'd I Say
"What'd I Say" (eller "What I Say") är en sång av den amerikanska R&B-sångaren Ray Charles, släppt i juli 1959 på Atlantic Records som en singel delad i två delar. Efter ett antal R&B-hit fick Ray Charles slutligen ett större genombrott med denna låt som också är en av de tidigaste låtarna inom soulmusiken som var en ny subgenre av R&B. Låten satte ihop alla de element till soulen som Charles hade skapat sedan låten "I Got a Woman" 1954. Gospelinfluenserna kombinerat med de sexuella anspelningarna gjorde låten populär men samtidigt kontroversiell hos både den svarta och vita publiken. Singeln gav Charles sin första guldskiva.